# Komunalna kasa oszczędności
Komunalna kasa oszczędności (KKO) – zakład samorządu terytorialnego, mający na celu rozwijanie wśród ludności zmysłu oszczędnościowego, ułatwianie gromadzenia oszczędności w sposób, zapewniający bezpieczeństwo zgromadzonego kapitału i godziwe od niego odsetki, oraz udostępnianie kredytu.
W 1938 r. działały w Polsce 353 placówki tego typu kas